# Storia della Virtus Francavilla Calcio
Questa pagina tratta la storia della Virtus Francavilla Calcio dal 1946 ai nostri giorni.
L'Unione Sportiva Dilettantistica Virtus Francavilla Calcio è nata nel 2014 dalla fusione delle due società calcistiche cittadine, la G.S.D. Virtus Francavilla (nata nel 2011 e voluta fortemente dal presidente Antonio Magrì) e l'A.S.D. Francavilla Calcio (storica società fondata nel 1946), entrambe militanti, nella stagione 2013-2014, nel campionato di Eccellenza Pugliese.

## La militanza nei campionati dilettantistici
Nella sua storia il Francavilla Calcio ha militato per 40 anni in campionati di livello regionale (anche se per diversi anni di V livello nazionale) fino al 1986, quando, sotto la presidenza di Giuseppe Ruggiero, ha ottenuto la promozione nel Campionato Interregionale. In tale campionato ha raggiunto nelle prime due stagioni la terza e la seconda posizione in classifica nel proprio girone. Nella stagione 1989-1990 ha raggiunto la semifinale della Coppa Italia Dilettanti (eliminato dalla Pistoiese). In seguito alla retrocessione del 1991 ha disputato quattro stagioni in Eccellenza, per poi retrocedere in Promozione, fino alla mancata iscrizione e poi al fallimento del 1996.
A seguito di nuova costituzione societaria, sotto la guida del presidente Domenico Distante, la squadra riesce a risalire fino al massimo livello dilettantistico con la promozione in Serie D del 2008. Dopo due stagioni retrocede in Eccellenza, ma riesce a disputare una terza stagione in Serie D grazie al ripescaggio, per poi retrocedere nuovamente l'anno successivo. Alla fine dell'annata 2011-2012 il Francavilla Calcio retrocede in Promozione, dove raggiunge la neopromossa Virtus Francavilla del presidente Magrì. Al termine della stagione 2012-2013 entrambe le squadre francavillesi sono ripescate in Eccellenza per completamento degli organici. Alla fine della stagione successiva si concretizza la fusione tra le due società.
Nell'estate del 2014 il ruolo di direttore sportivo della neocostituita società viene affidato a Stefano Trinchera, mentre nelle vesti di allenatore viene ingaggiato un altro salentino, Antonio Calabro.
Al termine della stagione 2014-2015 la Virtus Francavilla consegue la promozione in Serie D, facendovi così ritorno dopo la retrocessione del Francavilla Calcio, giunta al termine della stagione 2010-2011. Nella stessa stagione la squadra vince la Coppa Italia Dilettanti, battendo in finale la Bustese e fregiandosi così di un titolo di livello nazionale, dopo aver già vinto la Coppa Italia Dilettanti Puglia battendo in finale l'Atletico Mola ai tiri di rigore. La Virtus Francavilla realizza così uno storico triplete per la categoria. Al termine della stagione il ds Trinchera lascia il club per andare a ricoprire il medesimo ruolo nel Lecce.

## La militanza nel calcio professionistico
Al termine della stagione 2015-2016, classificandosi al primo posto nel girone H di Serie D, la Virtus Francavilla di Calabro guadagna la promozione in Lega Pro, approdando per la prima volta nella propria storia nel calcio professionistico. Il risultato va decisamente oltre le aspettative, essendo stato ottenuto da neopromossa e contro avversarie molto attrezzate quali Taranto e Fondi. La storica promozione nella terza serie del calcio professionistico italiano consente alla Virtus e alla città di Francavilla Fontana di rappresentare la provincia di Brindisi in tale categoria, a oltre venticinque anni dall'ultima apparizione del Brindisi.
Nell'estate del 2016 Trinchera torna a rivestire il ruolo di direttore sportivo. L'esordio assoluto in un campionato professionistico dei francavillesi avviene il 4 settembre 2016, in casa contro il Catanzaro. La partita si conclude con il risultato di 1-0 per la Virtus Francavilla grazie al gol di Gianluca De Angelis.
Nella stagione 2016-2017 la Virtus Francavilla si rivela l'autentica rivelazione del girone, mostrando una notevole personalità, soprattutto negli incontri disputati in casa, nonché un calcio quasi sempre gradevole ed offensivo, unito a grande affiatamento di squadra e societario. La stagione regolare del campionato di Lega Pro 2016-2017 si conclude con la Virtus Francavilla sorprendentemente al quinto posto e quindi con il diritto alla partecipazione alla prima fase dei play-off per la promozione in Serie B. Tra le vittorie più prestigiose ottenute durante la stagione si ricordano la vittoria nel derby casalingo contro il Lecce, quella contro il Catania e la vittoria sul campo del Matera. Nella gara unica della prima fase dei play-off, disputata in casa, la Virtus pareggia 0-0 contro il Fondi e accede così alla seconda fase in virtù del miglior piazzamento in campionato. Negli ottavi di finale affronta il Livorno con incontro di andata disputato in casa ed incontro di ritorno in trasferta. Entrambe le sfide terminano con il risultato di 0-0. A superare il turno sono i toscani in virtù del miglior piazzamento nel girone della stagione regolare.
Al termine della stagione viene comunicata dalla società la risoluzione consensuale del contratto con l'allenatore Antonio Calabro, che si trasferisce al Carpi, ponendo fine così ad un fruttuoso ciclo triennale che ha portato la squadra dall'Eccellenza al quinto posto in Lega Pro. Il giorno dopo anche Trinchera lascia la carica di direttore sportivo, per accasarsi al Cosenza. Il 9 giugno 2017 è annunciato l'accordo con il nuovo allenatore, Gaetano D'Agostino.
Per tutta la stagione 2017-2018 la Virtus Francavilla sarà costretta a disputare gli incontri casalinghi allo stadio Franco Fanuzzi di Brindisi a causa del termine della deroga concessa all'utilizzo del proprio stadio ed in attesa dei lavori di adeguamento ai regolamenti federali di categoria.
Il 30 luglio 2017 la Virtus esordisce nella Coppa Italia maggiore eliminando, in partita unica disputata in casa, l'Imolese (3-1). Al secondo turno è invece eliminata allo stadio Renzo Barbera dal Palermo (5-0).
Il secondo campionato professionistico della storia del club, nella rinominata Serie C, vede confermati i prestigiosi risultati ottenuti nella stagione precedente, in particolare nel girone di andata, concluso al quinto posto e con Andrea Saraniti in testa alla classifica dei marcatori con 9 gol realizzati. 
Nonostante un calo nel girone di ritorno (12 partite consecutive senza vittoria), la formazione francavillese, allenata da D'Agostino, ottiene, per il secondo anno consecutivo, la qualificazione ai play-off per la promozione in Serie B, terminando il campionato al nono posto. Al primo turno dei play-off di girone la Virtus Francavilla riesce a superare, in partita unica disputata in trasferta, il Monopoli (1-0). Al secondo turno i biancazzurri, al termine di un match unico disputato in trasferta, sono eliminati dalla Juve Stabia, che vince per 4-3.
Al termine della stagione la società comunica la decisione consensuale di non rinnovare il contratto con l'allenatore D'Agostino. Al suo posto è chiamato a guidare i biancazzurri il tecnico calabrese Nunzio Zavettieri.
Anche per la stagione 2018-2019 la Virtus Francavilla sarà costretta a disputare gli incontri casalinghi allo stadio Fanuzzi di Brindisi, in attesa del completamento dei lavori di adeguamento dello stadio cittadino ai regolamenti federali di categoria.
La stagione 2018-2019 si apre con la seconda partecipazione della Virtus alla Coppa Italia maggiore. Nel match unico disputato sul campo della Feralpisalò la Virtus risulta sconfitta per 2-0, subendo l'eliminazione al primo turno dalla competizione.
Anche il campionato di Serie C comincia con una sconfitta in trasferta (1-0 sul campo della Cavese). Dopo 8 partite di campionato con andamento altalenante (3 vittorie e 5 sconfitte), l'eliminazione al primo turno dalla Coppa Italia di Serie C e il clamoroso risultato negativo maturato, in campionato, sul campo della Vibonese (che vince per 5-0), il 5 novembre 2018 l'allenatore calabrese Nunzio Zavettieri è esonerato e sostituito dal conterraneo Bruno Trocini. Dopo un girone di ritorno molto fruttuoso, nel quale riesce nell'impresa di sconfiggere le prime quattro squadre in classifica, la Virtus termina il campionato al sesto posto e, per la terza volta su tre partecipazioni al campionato di Serie C, si qualifica per il primo turno dei play-off per la promozione in Serie B. Al primo turno dei play-off di girone la Virtus supera, in partita unica disputata in casa, la Casertana per 1-0.  Al secondo turno, disputato in partita unica in casa del Potenza, subisce una sconfitta per 3-1 ed è eliminata dai play-off.
Per la stagione 2019-2020 la Virtus Francavilla torna a disputare gli incontri casalinghi allo stadio Giovanni Paolo II di Francavilla Fontana, riaperto dopo una lunga indisponibilità per lavori di adeguamento ai regolamenti di categoria.
La stagione 2019-2020 inizia con la terza partecipazione della Virtus alla Coppa Italia maggiore. Al primo turno, nel match unico disputato in casa, la Virtus supera per 2-1 il Novara, ottenendo il passaggio al secondo turno della competizione, dove subisce l'eliminazione contro la Cremonese, perdendo per 4-0 in un match unico disputato in trasferta.
Il campionato (girone C) vede la Virtus guadagnare per la quarta stagione di fila un posto nei play-off per la promozione in Serie B. Tale risultato viene ottenuto grazie al nono posto finale, determinato dai 40 punti raccolti nelle 30 partite disputate (fino alla sospensione definitiva stabilita a causa del sopraggiungere dell'emergenza per la pandemia di COVID-19). Al primo turno dei play-off di girone, la squadra biancazzurra subisce l'eliminazione da parte del Catania, perdendo per 3-2 in trasferta il match unico disputato.
Anche in questa stagione ottiene prestigiosi risultati quali il successo interno contro il Bari (1-0) e le vittorie in trasferta sui campi di Reggina, Ternana e Teramo.
Anche la stagione 2020-2021 sarà condizionata dalla pandemia di COVID-19. La quarta partecipazione della Virtus alla Coppa Italia maggiore risulta limitata al solo primo turno, in match unico disputato in trasferta, nel quale la squadra di Trocini viene sconfitta per 2-1 dal Catanzaro. Dopo una prima parte di campionato difficile la Virtus pare aver invertito la rotta, ma nel girone di ritorno, a seguito di una improvvisa flessione nel rendimento, il 17 marzo 2021 la società esonera dall'incarico l'allenatore Trocini e il direttore sportivo Fernandez. Il giorno successivo la società annuncia gli ingaggi del direttore generale Angelo Antonazzo e dell'allenatore Alberto Colombo. La Virtus conclude la stagione con un 15º posto che le consente comunque di confermare la permanenza nella categoria. Al termine della stagione viene comunicato il nuovo allenatore Roberto Taurino (ex giocatore ed ex vice-allenatore della Virtus) al posto di Colombo.
La stagione 2021-2022 si rileva ricca di soddisfazioni. Settima in classifica con 30 punti lla finel del girone d'andata, dopo aver colto una clamorosa vittoria interna contro il Bari per 3-0, nel girone di ritorno la squadra si spinge financo al secondo posto alla 24ª giornata ed è ancora al terzo posto alla 32ª giornata (da citare la vittoria per 2-1 sul Palermo). Segue, tuttavia, un'improvvisa flessione di rendimento che la fa scivolare al sesto posto finale, comunque utile per l'accesso ai play-off per la promozione in Serie B. Nei play-off la Virtus supera il primo turno grazie al pareggio interno con il Monterosi (peggio piazzata in campionato), ma subisce, al secondo turno, l'eliminazione per mano del Monopoli, guidato proprio dall'ex allenatore della Virtus Francavilla Colombo, perdendo 1-0 in trasferta. Al termine della stagione Taurino lascia la guida tecnica della società per approdare all'Avellino.
Nel 2022-2023 la società viene affidata all'allenatore Antonio Calabro, già artefice della storica cavalcata dall'Eccellenza alla Lega Pro e protagonista del primo campionato tra i professionisti della Virtus, e al direttore sportivo Domenico Fracchiolla. Calabro porta la squadra a una tranquilla salvezza, a un punto dai play-off, grazie al tredicesimo posto finale.
Nel 2023-2024 la Virtus Francavilla ingaggia il tecnico Alberto Villa, che viene esonerato a novembre a seguito della sconfitta esterna contro il Monterosi Tuscia, con la squadra al diciassettesimo posto della classifica con soli 12 punti ottenuti, a sole 3 lunghezze punti dal fanalino di coda, lo stesso Monterosi Tuscia. Ad Alberto Villa subentra Roberto Occhiuzzi, la cui gestione dura sino a metà febbraio, quando, dopo due sconfitte in tre partite, il tecnico calabrese viene sollevato dall'incarico, con la squadra in diciottesima posizione in classifica con 22 punti, a -4 dal Foggia quindicesimo (salvezza diretta) e a +6 sul fanalino di coda Monterosi Tuscia. Lo sostituisce il rientrante Villa, che con 3 vittorie, 4 pareggi e 5 sconfitte conduce la squadra al terzultimo posto, valido per l'accesso ai play-out. Nei play-out affronta il Monopoli arrivato quartultimo che in virtù di due pareggi per 1-1 sia all'andata che al ritorno si salverà mandando la Virtus Francavilla dopo molti anni di Professionismo in Serie D.